# Паулино Алкантара
Паули́но Алка́нтара Риестра́ (на испански: Paulino Alcántara Riestrá; 7 октомври 1896, Илоило, Испански източни Индии – 13 февруари 1964, Барселона, Испания) е испански футболист от филипински произход. Един от най-добрите нападатели за всички времена на „Барселона“, отбелязвайки 369 гола в 357 официални и приятелски срещи, а също така и най-младия играч на „Барса“, излизал на футболното поле.

## Биография
Майка му е филипинка, а баща му е испански офицер. Между 13-ата и 14-ата си година се мести заедно със семейството си в Испания. Започва да играе футбол за „Галено“, но с изявите си прави впечатление на Жоан Гампер и е привлечен в „Барселона“. На 25 февруари 1912 година дебютира с екипа на „блаугранас“ при победата с 9:0 над „Катала“ в мач от първенството на Каталуня. В този мач Алкантара вкарва първите три гола за успеха на Барса, а е само на 15 години, 4 месеца и 18 дни. За четири години в клуба печели два пъти титлата от първенството на Каталуния и веднъж триумфира в „Купа на Негово Величество Крал Алфонсо XIII“. През 1915 г. дебютира за представителния тим на Каталуня, а през кариерата си носи екипа на отбора в поне 6 мача, като е реализирал най-малко 4 гола. За това няма точна статистика.
През 1916 г. Паулино Алкантара се връща във Филипините, където играе за местния „Бохемианс“. С този клуб печели шампионските титли през 1917 и 1918 г. В негово отсъствие „Барселона“ не успява да стане шампион нито веднъж. Играе за националния отбор на Филипините на „Далекоизточните игри“ (предшественик на Азиатските игри), където тимът се класира на второ място. По време на шампионата филипинския тим побеждават Япония с 15:2, което и до днес е най-голямата победа в историята на тима. Представя Филипините дори и в състезанията по тенис на маса.
През 1918 г. се завръща в Барселона. Бившият му съотборник Джак Грийнуел, който по това време е треньор на отбора, опитва да го наложи като защитник. Това обаче не дава резултат и още на следващата година Алкантара е върнат на върха на атаката, а клубът печели шампионата на Каталуня. „Барса“ играе и финал за Купата на Испания, но губи с 2:5 от „Аренас (Хечо)“. Година по-късно дубълът е постигнат, а Алкантара вкарва гол за успеха с 2:0 над „Атлетик (Билбао)“ на финала за Купата.
През лятото на 1920 г. четирима играчи на Барселона – Паулино Алкантара, Рикардо Самора, Хосеп Самитиер и Феликс Сесумага са избрани да играят за Испания на олимпийските игри в Антверпен. Алкантара отказва, за да остане у дома и да се подготви за последните си изпити по медицина.

## Национален отбор
Дебютът за националния отбор на Испания идва на 7 октомври 1921 г., когато бележи и двата гола за победата над Белгия с 2:0. Има общо пет мача за испанските национали в периода 1921 – 23 г. и отбелязва шест гола. Най-знаменитият от тях е на 30 април 1922 г., когато Испания побеждава Франция с 4:0 в Бордо. В един момент Алкантара стреля от 30 метра, топката влиза във вратата и не се спира в мрежата, а минава през нея. Оттогава е наричан El Romperedes – Късащия мрежата. Години наред децата в Барселона искат да подражават на човека, скъсал с удар по топката мрежата на вратата.
На 5 юли 1927 г. прекратява кариерата си, за да стане лекар. В негова чест е изигран приятелски мач между Барселона и националния отбор на Испания. Остава в историята на каталунския клуб като най-добрия реализатор.
В 357 мача има 357 реализирани попадения.
Паулино Алкантара обаче не се отдалечава от футбола. В периода 1931 – 34 г. е член на борда на директорите на Барса.
Става един от първите футболисти, които пишат книга с мемоарите си.
През 1951 г. е треньор на националния отбор на Испания. Води отбора в трите мача през годината и не допуска загуба – победа над Швейцария (6:3) и равенства с Белгия (3:3) и Швеция (0:0).
Умира на 13 февруари 1964 г. в Барселона на 67-годишна възраст.

## Успехи
Национални
- Шампионат на Каталуния:
  -  Шампион (10): 1912/13, 1915/16, 1918/19, 1919/20, 1920/21, 1921/22, 1923/24, 1924/25, 1925/26, 1926/27
- Купа на Негово Величество Крал Алфонсо XIII: (Купа на Испания)
  -  Носител (5): 1912/13, 1919/20, 1921/22, 1924/25, 1925/26
    -  Финалист (1): 1919
- Шампионат на Филипините:
  -  Шампион (2): 1916/17, 1917/18

Международни
- Далекоизточните игри: (с Филипините)
  -  Сребърен медал (1): 1917
- Купа на Пиренеите: (с Каталуния)
  -  Носител (1): 1913
    -  Финалист (1): 1914